# 佐世保女子高生殺害事件
佐世保女子高生殺害事件（させぼじょしこうせいさつがいじけん）は、2014年（平成26年）7月26日、長崎県佐世保市で発生した殺人事件である。佐世保高1同級生殺害事件とも呼ばれる。
高校1年生の女子生徒A（当時15歳）が、同級生の女子生徒Xに首を絞められるなどして殺害された。その後、首や左手首が切断された状態で発見され、現場付近にいたXが殺人を認めたため緊急逮捕された。
残忍な殺害方法や事件の背景などから世間に衝撃と波紋を広げた。

## 概要
2014年（平成26年）7月26日の夜、長崎県佐世保市島瀬町のマンションで同級生である女子生徒Xの家に遊びに出かけた女子高校生A（当時15歳）が殺害された。
帰りを心配した両親が捜索願を出し、翌27日午前に、警察官がX宅を訪れたところ、Aがベッドで頭と左手首が切断された状態で仰向けになり倒れて死亡しているのを発見した。当初マンション入口付近にいたXは、Aの行方について「知らない」と答えていたが、その後、殺人を認めたため緊急逮捕された。長崎地方検察庁は精神鑑定を検討し、8月には佐世保簡易裁判所が精神鑑定留置を認め8月から3カ月間、精神鑑定のため医療機関に鑑定留置された。
2015年（平成27年）1月20日、前年の3月2日に佐世保市花園町の自宅で就寝中の父親の頭などを金属バットで複数回殴るなどして殺害しようとした殺人未遂の容疑で、Xを再逮捕した。Xに対し長崎家庭裁判所は、医療少年院（第3種少年院）送致とする保護処分の決定が出された。

## 事件発生
事件現場となったのは、佐世保市にあるマンションである。JR佐世保駅から北に1kmで、繁華街に近い国道沿いでありマンション周辺は野良猫の多い地域であった。Xは4月から市内の親元を離れて一人暮らしをしていた。
Aは以前からXに「会いたい」と誘われており、26日午後3時頃、家族に友人と遊ぶと伝えXが住むマンションへ遊びに出かけた。2人は佐世保市内の繁華街で買い物を楽しんだ後、Xのマンションに戻った。午後6時40分頃、AのメールアドレスからAの母親宛に「7時ごろに帰る」とメールが届いたがその後帰ってこなかった。そのため両親は数日前に遊びに行くと聞いていたXに電話をした。これに対しXは「午後6時半くらいに別れた」と答えている。
午後8時ごろ、XはAの後頭部を工具で複数回殴り、リードで首を絞めるなどして殺害した（Xが供述）。Aの死因は頸部圧迫による窒息死であった。
Aの両親は午後11時頃に捜索願を提出し、27日午前3時20分ごろ、警察官が生徒宅のベッドで仰向けに寝かされて死亡しているAを発見した。マンションの入口付近にいたXは、当初Aについて「知らない」と答えていたが、その後、殺害を自供したため緊急逮捕された。

## 事件経過

### 捜査
遺体は、仰向けの状態で頭と左手首が切断されており、胴体部分に刃物で切ったとみられる複数の傷と腹部が大きく切り開かれていた。室内からはスレート切断用のこぎり（刃渡り約15cm）、石頭ハンマー、テストハンマーが見つかっており、Xは「自分で買った」と供述した。発見された凶器のうち、のこぎりはベッドの上、ハンマーはベッドの脇と下から見つかった。そして冷蔵庫からは猫の頭蓋骨が見つかった。Xは事件直後に衣服を着替えて身体を洗っており、また、Aのスマートフォンがマンションの敷地内で投げ捨てたと見られる状態で発見されるなど、証拠隠滅と疑われる行為が見られた。

### 取り調べ
取り調べに対し「殴ってから首を絞めた。すべて私が1人でやりました。誰でも良かった。」と犯行を認めるものの、受け答えは淡々とした様子で応じていた。長崎県警察は7月29日午前に「2人の間にトラブルがあったとみられる」と公表していたが、同日午後には「間違いだった」と訂正した。Xは「体の中を見たかった」「人を殺して解体してみたかった」などと供述しているが、2人の間の具体的なトラブルなどは確認できなかったとしている。

### 鑑定留置決定
長崎地方検察庁は精神鑑定を検討し、8月8日には佐世保簡易裁判所が精神鑑定留置を認めたと報道された。8月から3カ月間、精神鑑定のため医療機関に鑑定留置された。

### 被害者・加害者家族のコメント
8月2日、Aの両親が代理人弁護士を通じてコメントを公表した。
8月4日、X側の父親は代理人の弁護士を通じ、「複数の病院の御助言に従いながら、私たちのできる最大限のことをしてまいりましたが、私の力が及ばず、事件が発生したことについては、誠に残念でなりません」とする謝罪文を公表した。

9月18日、Aの両親が代理人弁護士を通じて再度コメントを公表した。
両親は「悲しみ、寂しさ、悔しさもかわらず、毎日、涙があふれます」とし、娘の命を奪った行為を「決して許す事はできません」と記した。母親は夜も寝付けず、外出がつらい状態が続く。父親は少しずつ出勤しているが、仕事中に娘を思い出して集中できないでいるという。
　一方で「家族みんなで前に進む気持ちも芽生えて」いるともつづった。生徒の２人の弟は通学しており、「先生や友人の優しさにふれながら日常を取り戻す第一歩を踏み出した」という。
　事件の原因や経緯については「詳しく知らされていませんが、防げたのではないか」と指摘。学校には、事件前の少女の問題行動について警察や児童相談所に通報してほしかった、としたうえで「同じ事件を繰り返さない教育や対応を望みます」と求めた。

朝日新聞デジタル Withnews 原文ママ

### Xの父親の自殺
10月5日、Xの父親が自宅で首を吊った状態で死亡しているのが発見された。発見したのは父親の知人で、遺書はなく、自殺したものとみられている。代理人弁護士によると、父親は事件後「私は生きていていいんでしょうか」と話すなど落ち込んでおり、弁護士は「生きていてもらわないと困る」と答えている。10月3日に電話で話したのが最後となった。

### 殺人未遂容疑で再逮捕
2015年（平成27年）1月20日、前年の3月2日に佐世保市の自宅で就寝中の父親の頭などを金属バットで複数回殴るなどして殺害しようとした殺人未遂の容疑で、Xを再逮捕した。

## 司法判断
2015年（平成27年）7月13日、長崎家庭裁判所はXに対し、医療少年院（第3種少年院）送致とする保護処分の決定を出した。平井健一郎裁判長は「ASD（自閉症スペクトラム障害）が見られるものの、それが非行に直結したわけではなく、環境的要因の影響もあった」との趣旨のことを述べた。

## 事件背景

### 加害者Xの人柄・家庭環境
Xは幼い頃から学業は優秀で、スポーツも積極的だった。中学校では放送部に所属しており、NHKのアナウンサーになるのが夢だった。また「検事になって法廷で弁護士である父や、弁護士志願者である兄と戦いたい」という夢を語ったこともある。冬季スポーツ種目で国民体育大会に出場しており、地元でも知られていた。その一方、「あまり笑う子ではなかった」「頭が良すぎて特殊な子」といった評価も見られる。
Xは佐世保市内で育った。実家は坂道をのぼった高台にあり、不動産登記簿によれば、宅地面積は約80坪、地上2階、地下1階の鉄筋コンクリート造りの建物は、延べ床面積が300平方メートルを越える豪邸である。2014年当時の『週刊文春』の取材に対し近所の住民は「15年ほど前、家を新築した時、ご主人が挨拶に回られて、近隣住民はお披露目に招待された」と述べている。
両親は長崎市出身で、父親は県内最大手の法律事務所を経営しており、佐世保では有名な弁護士だった。ジャパネットたかたの顧問弁護士をつとめ、倒産案件などを数多く手がける弁護士として知られていた。また弁護士としてだけではなくスピードスケートの選手としても名を知られていた。母親は大学を卒業後、地元放送局に勤めた。市の教育委員を務め、教育活動に熱心だった。兄は東京の私立大学で学んでいた。

### 事件前
Xは、小学6年生時の2010年頃に、同級生の給食に薄めた洗剤や漂白剤、ベンジンを混入するいたずらをくり返すなど、問題を起こしていた。中学生の頃から医学書を読んだり動物の解剖に熱中しており、その頃から猫を解体したりしていた。
2013年（平成25年）10月に実母がガンで亡くなると、Xは不登校が続いていた。
2014年（平成26年）3月、Xは寝ていた父親を金属バットで殴打し、以後精神科に通院するようになった。医師から「同じ家で寝ていると命の危険がある」と助言された父親は、4月から、後に事件現場となるマンションでXを一人暮らしさせていた。高校でも不登校が続き、1学期のわずか3日のみ出席していた。
Xは高校に通学せず、その時間で図書館に通い、過去の少年事件・審判を調べ、未成年者の場合は死刑になる例が少なく、16歳を超えると刑事罰を受ける可能性が高くなることなどを知り、16歳になる前に殺人や解体の実行を決意した。
5月、父親が再婚したが、幼馴染によると、Xは「（父と継母とは）一緒に住みたくない」と言っていたという。
7月23日、Xは継母との会話の中で、猫を殺して楽しいことや「人を殺したい」などとする願望を打ち明けた。そのため診療でXの殺人願望を医師に伝えていたが「今日は時間がない」としてその日の診療を終わっている。後に書面上で父親が医師に切迫感がないと指摘している。（ただし、弁護士は「あくまで父親本人が書いていることだ」として病院側には確認していないとしている。）
7月25日、Xの両親が病院と入院の協議をしたが、病院からは「入院は施設の事情で即日の入院ができない」「個室はあるがその一つを独占することになる」と言われ実現しなかった。事件の20日前には警察への相談を打診したが事件前日の話し合いで見送り、児童相談所に連絡を取ることで意見がまとまった。その日に児童相談窓口のある『佐世保こども・女性・障害者支援センター』に電話相談したものの、勤務時間外であり担当者が不在だったため相談ができず、職員から「今日はサマータイムで終わった。月曜日（28日）にしてくれ」と断られていた。

#### 児童相談所の対応
Xの診察を以前から担当していた精神科医は、2014年6月10日に佐世保こども・女性・障害者支援センターへ電話で連絡を行った。電話の内容は、精神状態の不安定さを懸念して「Xは人を殺しかねない」といった内容だったが、文書決裁にとどめていた。背景には、同センターの幹部職員によるパワーハラスメント発言（職権による人権侵害）があり、電話で報告を受けた職員が適切な処置について上司に相談することができなかったことなどが挙げられる。なお、2015年（平成27年）2月に同センターの所長と幹部職員は戒告の懲戒処分、別の職員が文書訓告処分となった。

#### XとAの関係
二人はお互いに生まれた家が近いということもあり、知り合いだった。Aの父親は海上自衛隊の自衛官で、佐世保の第13護衛隊に属する護衛艦さわぎりの乗組員だった。AはXとは中学校の同級生で、写真部に所属し、明るくて面倒見がよい生徒だった。

## 時系列
以下の時系列は全て2014年(平成26年)のものである。
| 月   | 日     | 内容 | 脚注   |
| ---- | ------ | --- | ------ |
| 3月  | 2日    | Xが父親を金属バットで殴り負傷させ、精神科を受診。 | [ 31 ] |
| 6月  | 10日   | 精神科医が児童相談窓口に連絡。 |        |
| 7月  | 7日    | Xが精神科を受診。 |        |
| 7月  | 16日頃 | Xが再び精神科受診。 | [ 31 ] |
| 7月  | 中旬   | XとAが会う約束を交わす。 |        |
| 7月  | 23日   | Xが継母に「人を殺したい」と打ち明ける。 | [ 31 ] |
| 7月  | 25日   | 父親と病院が協議。児童相談所に電話相談するが断られる。 |        |
| 7月  | 26日   | 事件当日15時頃 - Aが、Xの家に遊びに行く趣旨を両親に告げ、外出。 18時40分頃 - Aが母親に「19時頃に帰る」とメール。 20時頃 - Aが殺害される。 23時頃 - Aの父親が警察に捜索願を提出。 |        |
| 7月  | 27日   | 3時20分頃 - 警察官がAの遺体を発見。 6時10分頃 - XがA殺人の容疑で逮捕。 | [ 6 ]  |
| 8月  | 2日    | 代理人弁護士を通じAの両親がコメントを公表。 |        |
| 8月  | 4日    | 代理人弁護士がXの父親の釈明文書を公表。 |        |
| 9月  | 18日   | 代理人弁護士を通じAの両親がコメントを公表。 |        |
| 10月 | 5日    | Xの父親が自宅で死亡しているのが見つかる。 |        |

## 有識者・専門家の見解

### 母親の死が犯行のきっかけという見解
小宮信夫（立正大学教授）
「実母の死をきっかけとして母親のいるAに憎悪を抱いたのだ」。
佐々木光郎（元家裁調査官。静岡英和学院大学非常勤講師）
「勉強の面で親の期待に応えたいという思いが強く、それが母親の死で抑えこんでいたものが爆発したのだ」。
桐生正幸（東洋大学教授）
「思春期の最中に母親の死に直面し、人の死・生命の意味など強く意識した。そこから興味が生じ行動に出てしまった」。
長谷川博一（臨床心理士）
「母親の死と父親の再婚が自身の孤独感に繋がり、仲の良い家族のいる友人への嫉妬が背景にあるのだ」と分析。
新川てるえ（ひとり親・再婚家庭の子供を支援するNPO法人Wink理事）
「母親を失った喪失感に父親の再婚は二重の感情」
矢幡洋（臨床心理士）
「母親の死がきっかけで、周りから孤立し、孤独な自分だけの世界に入り込んでしまった可能性もある」。

### 生活環境の変化が原因という見解
町沢静夫（精神科医）
「一人暮らしによる悩みのはけ口がない孤独感が社会の恨みにつながったのだ」。また、「極端に冷酷で感情が欠如している」「他人に対して思いやりが乏しい」「先行して動物を虐待している」という点は神戸連続児童殺傷事件の加害者と類似しており、精神病質（サイコパス）といえるとしている。
尾木直樹（教育評論家）
「一人暮らしが少女の闇を増大させたのだ」と指摘し、「精神科医が『人を殺しかねない少女がいる』と児童相談窓口に事前に相談したにもかかわらず、少女の名前が匿名だったことを理由に放置したことは重大な犯罪」と児童相談所を批判。

### 父の再婚の早さについての見解
日本には喪中という慣習があり社会通念上、Xの父親が再婚した時期は早いと見なされ、婚活や再婚の時期の早さが問題視されている。この問題に関しジャーナリストの吉田明洋は、Xの父が先妻死後すぐのパーティーで5人の女性に名刺を配って口説き始めたこと、それを知人が窘めたところ「俺は独身なんだ」と平然と答えたこと、について、目撃談を紹介している。また、日刊ゲンダイは、顔なじみのタクシー運転手による、継母のお腹が膨らんでいたという目撃談を根拠に、継母が妊娠していたと報じている。Asagei plusは、再婚前の妊娠の可能性もあるとしている。
魚住絹代（元法務教官）
子にとって大きな喪失体験である実母の喪の期間というのは家族で悲しみを受け止めなくてはならない時期であり、本件の再婚までの期間ではそのために不十分であり、また、子供は再婚について何か言っても大人に言い負かされてしまう存在に過ぎないのだと指摘した。
中野信子（脳科学者）
2005年の統計を引き合いに出して、再婚者は結婚した男全体の9%強もいて、そのうち、その男に子供がいた例はどのくらいかは知らないがゼロ人や1人ではないはずだとして、再婚の早さに一因を見る見解を退けた。
片田珠美（精神科医）
カミュの小説『異邦人』を引き合いに出して、実母のような親しい者との死別を受け入れなければならない喪の時期に殺人が起こる可能性の高さを指摘し、この時期の再婚もその追い風になったと推測する。
茅野分（精神科医、銀座泰明クリニック院長）
仲の良かった母親が前年10月に他界し、父親は同年5月に再婚。思春期真っただ中の少女の心に、大きなストレスが生じたことは容易に想像がつく。（中略）複雑な家庭環境にあった。（中略）母親が亡くなり、父親がすぐに再婚した。社会的地位の高い父親の分別ある行動とは言えず、心理的虐待を受けた。暴力行為を受けるよりもつらい状態で、深い傷を与える。

### それ以前からの問題を指摘する見解
広木克行（神戸大学名誉教授）
加害者が2010年に起こした異物混入事件を「見逃せない出来事」と指摘。
茅野分（精神科医）
発達障害と人格障害が合わさった疑いを指摘し、「生まれ育ちの中でむしばまれてしまった心の障害にみえるのだ」と分析。
北芝健（警察ジャーナリスト）
神戸連続児童殺傷事件や渋谷区短大生切断遺体事件と同じ、高学歴家族の異常行動を指摘。
毛利甚八（著作家）
2010年の異物混入事件や、2014年3月の家庭内暴力事件（寝ている父親の頭部を金属バットで殴る）の時点で、Xが要保護児童（児童福祉法第6条の3）に該当することは明白であり、周囲の人が児童福祉法に沿った適切な対応（児童相談所への通告など）を取っていれば事件自体が防がれたであろうと主張。また、当該地区の教育委員会がまとめた資料を基に、Xの父親がこれら事件を秘密にするよう関係者に強く迫ったことが通告の妨げとなったことを示唆。

### Xの性癖を指摘する見解
米山公啓（作家、医師）
「女子2人が互いに心を許し合った結果、当人同士で憎しみに変わっていったのでは」「過去の事件の影響を受けた可能性も」と分析。
佐川一政（作家、パリ人肉事件加害者）
「『遺体をバラバラにしてみたかった』という供述に同性愛的な愛情を強く感じる」と指摘し「『なぜ親友を解体できるのか』ではなく『親友だからこそ解体したかった』と解釈すべき」と分析。

### 異常者ではないとする見解
宗内敦（臨床心理学者、都留文科大学名誉教授）
「サイコパス（精神病質者）などと言うなかれ」

## 影響

### 高校への影響
事件直後
2人が通っていた学校では7月28日朝、緊急の全校集会が行われた。今回の事件で在校生が逮捕された事件の影響や衝撃が大きいためか、一部生徒は気分が不安定になったため欠席した者もいた。全校集会ではまず被害者に対し黙祷をささげ、校長が今回の事件についての概要説明と、今後学校としての対応について述べた。その後、教室で担任の教諭らが、生徒一人ひとりと面談を行い、心のケアの状態を確認した。
現在
毎年7月26日に全校集会を開き、全校生徒に命の尊さを訴える講話と黙祷を行っている。（2020年（令和2年）は新型コロナウイルスの影響から教室ごとに校内放送を通じて集会が行われた。）

### メディアへの影響
- インターネット掲示板に事件直後、「殺しちゃったんだけど」という画像つきスレッドが投稿され、大手新聞社も次々に報道したが[37]、県警の調査で事件と無関係であることが明らかにされた[58]。
- フジテレビの深夜アニメ『PSYCHO-PASS サイコパス 新編集版』第4話が放送中止され、第5話が繰り上げ放送となった[59]。このことについてリクルートの『web R25』ではファンの賛否両論に触れているほか、2007年9月18日に発生した京田辺警察官殺害事件の影響による『School Days』や『ひぐらしのなく頃に解』の放送中止に重ねて紹介している[60]。
- 2014年7月31日に放送された『奇跡体験!アンビリバボー』は当初、「アメリカで起きた信じられない女子高生殺人事件」「6歳の少女に全米が涙した出来事」を放送する予定であったが、前者が本事件を連想させるとして内容を差し替えた[61]。
- スポーツで実績があったため、Xの写真が佐世保市のホームページなどに掲載されていた。しかし、事件後にアクセスが集中してサーバーに負担がかかったため、写真は削除された[62]。
- MCバトルの大会である『ADRENALINE 2014』の試合『R-指定 vs GOLBY』にてR-指定が「お前を切り裂く佐世保のJK」と言い、この事件をネタにしている[63]。
- 事故物件の情報提供ウェブサイト『大島てる』にて父親の住む一軒家を事故物件として書き込みをする人が現れた。他のユーザーから「この情報は削除したほうが良いのではないか」と指摘が寄せられたが、父親の自殺により本当の事故物件になった[64]。

## その後

### 収容継続
2021年（令和3年）7月でXが23歳になるのを前に、収容先の少年院長は収容継続を申請し、長崎家庭裁判所は26歳になる2024年までの継続を8月下旬に認めた。X側は9月7日付で不服を申し立て抗告し、福岡高等裁判所は11月4日付で棄却する決定をした。高裁決定はXの精神に著しい障害があり、矯正教育を継続して行うことが特に必要であると長崎家裁が認めたことについて「誤りはない」と指摘。収容継続期間を3年としたことも不当でないと支持した。法務省によると実際に23歳を超え矯正教育を継続した例はないとみられるという。
2022年（令和4年）7月12日、元付添人の弁護団はXの近況について「矯正教育により対人交流などに成長が見られ、内省が深まるなどの変化が生じている。贖罪の気持ちを深めていくため、さらなる内省の獲得に努めている。」と記者クラブの書面取材に対し回答している。
児童相談所の対応
2022年7月26日、佐世保こども・女性・障害者支援センターでは朝礼が行われ再発防止に向け訓示を行った。長崎放送の取材に対し、現所長の山瀧猛は「事件のことを児童相談所内で風化させない」としたうえで「人身に関わるような相談については危機意識をきちんと持って対応する」とコメントし、些細な情報でも会議に諮り「組織」として対応を徹底していくとした。
収容終了とその後
2024年（令和6年）7月、Xは26歳となり、長崎家庭裁判所が認めた少年院での矯正教育の収容継続期間が終了した。法務省関係者によると、Xは同月中に少年院を退所し、現在は社会内での更生支援を受けながら生活しているという。少年院では引き続き専門家による心理的支援と生活指導が行われており、退所後も自治体や保護観察所によるフォローアップが継続されている。